# (381904) Beatita
(381904) Beatita est un astéroïde de la ceinture principale.

## Description
(381904) Beatita est un astéroïde de la ceinture principale. Il fut découvert le 12 février 2010 à Mayhill par Stefan Kürti. Il présente une orbite caractérisée par un demi-grand axe de 2,57 UA, une excentricité de 0,13 et une inclinaison de 8,7° par rapport à l'écliptique.